# Gudmund Adlerbeth
Gudmund Adlerbeth, tidigare Beth, född 24 maj 1687 i Jönköping, död 30 maj 1753 i Jönköping, var en svensk ämbetsman.

## Biografi
Gudmund Adlerbeth föddes 1687 i Jönköping. Han var son till kyrkoherden Petrus Teodori Beth i Villstads församling och Helena Lindelia. Adlerbeth blev 2 september 1705 student vid Uppsala universitet och blev 1709 auskultant i Svea hovrätt. Han blev 20 juni 1710 notarie i Livgardet, auditör i Livgardet och 14 september 1711 justitiarie vid Amiralitetsrätten i Stockholm, med konfirmerad fullmakt 3 januari 1716. Adlerbeth blev 6 september 1718 assessor i Åbo hovrätt. Han adlades 21 mars 1720 till Adlerbeth, tillsammans med brodern Samuel Adlerbeth och introducerades i Sveriges Riddarhus 1720 som nummer 1732. Adlerbeth blev 14 maj 1725 assessor i Göta hovrätt och 5 maj 1733 hovrättsråd. Han utnämndes 4 december 1751 till riddare av Nordstjärneorden och blev 7 maj 1752 vice president i Göta hovrätt. Adlerbeth avled 1753 i Jönköping.

### Egendom
Adlerbeth ägde Ramsjöholm i Svarttorps socken som han 1748 fick av sin broder majoren Ambjörn Beth. Han gjorde om de till fideikommiss.

### Familj
Adlerbeth gifte sig 1718 med Hedvig Margareta Below (1697–1764), dotter till fältmedikus professorn Jakob Fredrik Below och Brita Hult. De fick tillsammans barnen assessorn Jakob Fredrik Adlerbeth (1719–1778) i Göta hovrätt, Vibecka Charlotta Adlerbeth (1722–1804) som var gift med majoren Henrik Johan von Fuhrman, Brita Helena Adlerbeth (1724–1787) som var gift med hovstallmästaren Jakob Wattrang, Hedvig Margareta Adlerbeth (1725–1737), Peter Ambjörn Adlerbeth (1726–1726), Gudmund Adlerbeth (1731–1731) och Carl Ulrik Adlerbeth (1737–1738).